# شاخ كوبال (غيزانية)
شاخ كوبال (بالفارسية: شاخ‌کوپال) هي قرية تقع في إيران في قسم غيزانية الريفي. يقدر عدد سكانها بـ 269 نسمة بحسب إحصاء 2016.